# IC 1993
IC 1993 ist eine Balken-Spiralgalaxie vom Hubble-Typ SBb im Sternbild Fornax am Südsternhimmel. Sie ist schätzungsweise 43 Millionen Lichtjahre von der Milchstraße entfernt, hat einen Durchmesser von etwa 50.000 Lj und ist unter der Katalognummer FCC 315 als Mitglied des Fornax-Galaxienhaufens gelistet.
Das Objekt wurde am 19. November 1897 von Lewis Swift entdeckt.